# زباد بحري
الزباد البحري أو البالينس البحري (باللاتينية: Pallenis maritima) نوع نباتي يتبع جنس الزباد من الفصيلة النجمية.

## الموئل والانتشار
موطنه غرب حوض البحر الأبيض المتوسط من المغرب العربي إلى اليونان وإيطاليا وفرنسا وإسبانيا والبرتغال.

## مرادفات للاسم العلمي
- (باللاتينية: Buphthalmum maritimum L.)
- (باللاتينية: Asteriscus maritimus (L.) Less.)
- (باللاتينية: Bubonium maritimum (L.) Hill)
- (باللاتينية: Buphthalmum maritimum L.)
- (باللاتينية: Odontospermum maritimum (L.) Sch. Bip.)
- (باللاتينية: Asteriscus littoralis Jord. & Fourr.)
- (باللاتينية: Asteriscus mauritanicus Jord. & Fourr.)